# 埃塞俄比亞航空409號班機空難
埃塞俄比亞航空409號班機是埃塞俄比亞航空1班從黎巴嫩贝鲁特貝魯特－拉菲克·哈里里國際機場飛往埃塞俄比亚亚的斯亚贝巴博莱国际机场的航班。在2010年1月25日，执行航班的1架波音737-8AS型客機（編號：ET-ANB），於當地時間在凌晨2时35分從貝魯特機場起飛之後不久就在雷达上消失，之後證實客機失事並且墜毀地中海中。當時機上載有82名乘客，2名飛行員，6名空中服務員，總共為90人，機上無人生還。

## 飞机
失事飞机是波音737-8AS，这架飞机于2002年2月4日交付给瑞安航空，飛機註冊編號为EI-CSW，配有两台CFM56-7B27发动机，2009年9月飞机被交付至埃塞俄比亚航空，并重新登记飛機註冊編號为ET-ANB。
最近一次的飞机检查是在2009年12月25日，当时没有发现任何问题。

## 乘客和机员
据新闻报道，法国驻黎巴嫩大使丹尼斯·皮耶东(Denis Pietton)的夫人玛勒·桑切斯·皮耶东（Marla Sanchez Pietton）在班机上。
| 国籍     | 乘客 | 机员 | 总数 |
| -------- | ---- | ---- | ---- |
| 黎巴嫩   | 51   | 0    | 51   |
| 衣索比亞 | 23   | 8    | 31   |
| 英国     | 2    | 0    | 2    |
| 加拿大   | 1    | 0    | 1    |
| 法國     | 1    | 0    | 1    |
| 伊拉克   | 1    | 0    | 1    |
| 俄羅斯   | 1    | 0    | 1    |
| 叙利亚   | 1    | 0    | 1    |
| 土耳其   | 1    | 0    | 1    |
| 总数     | 82   | 8    | 90   |

## 调查

### 事故原因
报告的结论是：“事故的可能原因是机组人员通过不一致的飞行控制输入对飞机的速度、高度、航向和姿态管理不善，导致飞机失控，并且没有遵守 CRM（机组资源管理）相互支持、呼唤偏差的原则”。

## 事故之后
- 事故发生后，黎巴嫩当局开始对事故进行调查。美国国家运输安全委员会（NTSB）和波音公司亦会派员参与调查。黎巴嫩總統表示，失事原因已排除恐怖袭击的可能。
- 對此，黎巴嫩總統蘇雷曼（Michel Suleiman）宣布，1月27日舉國哀悼一日。